# Super Desafio BRA de Basquete
O Super Desafio BRA de Basquete, foi um torneio amistoso de basquetebol masculino realizado no Ginásio Nilson Nelson, em Brasília, nos dias 07, 08 e 09 de Agosto de 2015,  que reuniu as Seleções de Basquetebol do Brasil, da Argentina e do Uruguai, e que serviu de preparação para a Copa América de Basquete de 2015.

## Classificação final
| Pos. | Equipe    | Campanha (V–D) |
| ---- | --------- | -------------- |
| 1    | Brasil    | 2–0 (2OT)      |
| 2    | Uruguai   | 1–1 (1OT)      |
| 3    | Argentina | 0–2 (1OT)      |

### Campeão
| Super Desafio BRA de Basquete |
| ----------------------------- |
| Brasil Campeão                |

## Ver Também
- Super Desafio BRA Adulto Masculino de Basquete
- Torneio das Três Nações de Basquete Masculino
- Torneio Internacional de Basquete Masculino de Ljubljana
- Torneio das Quatro Nações de Basquetebol Masculino 2015